# Allison Feaster
Allison Feaster-Strong, née le 11 février 1976 à Chester (Caroline du Sud), est une joueuse de basket-ball franco-américaine.
Allison Feaster est diplômée en économie à l’université Harvard.
Elle s’est mariée le 28 décembre 1998 à Danny Strong, également basketteur professionnel de North Carolina State University, et a donné naissance en février 2006 à leur première petite fille.
Le couple a obtenu la nationalité française en 2004.

## Carrière

### Université
- 1990-1994 : South Carolina High School
- 1994-1998 : Crimson d'Harvard (NCAA)

### Club
- 1998-1999 :  Anadia Sanitana
- 1999-2001 :  ASPTT Aix-en-Provence
- 2001-2005 :  US Valenciennes Olympic
- 2006-2007 :  Ros Casares Valencia
- 2007-2008 :  C.B. San José León
- 2008-2009 :  Famila Schio
- 2009-2011 :  Mann-Filter Saragosse
- 2011-2012 :  CB Avenida Salamanque
- 2012-2013 :  Uni Gérone CB
- 2013-2016 :  CB Alcobendas

### WNBA
- Draftée par les Los Angeles Sparks au premier tour (5e position) de la Draft WNBA 1998 (29 avril 1998)
- 1998-2000 : Sparks de Los Angeles
- 2001-2006 : Sting de Charlotte
- 2008 : Fever de l'Indiana

## Palmarès
Compétitions internationales 
- Championne d'Europe Euroligue 2004

 Compétitions nationales 
- Championne de France en 2004, 2005
- Championne d'Espagne : 2007

## Distinctions personnelles
- Meilleure joueuse étrangère de la LFB en 2004, 2004, 2004 [1]
- Sélection WNBA pour de la rencontre The Game at Radio City en 2004